# Томас Томичич
Томас Томичич (на латински: Thomas Tomicich) е католически духовник от XVIII век, прелат на Римокатолическата църква.

## Биография
Роден е на 22 юли 1710 година в Рагуза. На 9 август 1733 година е ръкоположен за свещеник. На 26 септември 1753 година е назначен, а на 7 април 1754 година ръкоположен за архиепископ на Скопие. Остава на катедрата в Скопие до 1758 година, когато подава оставка.